# Ginástica artística nos Jogos Olímpicos de Verão de 2012 - Salto masculino
A final masculina do salto sobre a mesa da ginástica artística nos Jogos Olímpicos de Verão de 2012 foi realizada na North Greenwich Arena, em 6 de agosto.

## Medalhistas
| Ouro   | KOR Yang Hak-seon  |
| Prata  | RUS Denis Ablyazin |
| Bronze | UKR Ihor Radivilov |

## Qualificatória
| Pos. | Ginasta                  | Pontos | Nota |
| ---- | ------------------------ | ------ | ---- |
| 1    | RUS Denis Ablyazin       | 16.366 | Q    |
| 2    | KOR Yang Hak-seon        | 16.333 | Q    |
| 3    | CHI Tomás González       | 16.149 | Q    |
| 4    | USA Samuel Mikulak       | 16.083 | Q    |
| 5    | GBR Kristian Thomas      | 15.983 | Q    |
| 6    | ROU Flavius Koczi        | 15.949 | Q    |
| 7    | ESP Isaac Botella Pérez  | 15.833 | Q    |
| 8    | UKR Ihor Radivilov       | 15.799 | Q    |
| 9    | BLR Dzmitry Kaspiarovich | 15.666 | R    |
| 10   | ITA Matteo Angioletti    | 15.583 | R    |
| 11   | UKR Oleh Vernyayev       | 15.549 | R    |

- Q – Qualificado para a final
- R – Reserva

## Final
| Pos.              | Ginasta                 | Salto 1 | Salto 1 | Salto 1 | Salto 1       | Salto 2 | Salto 2 | Salto 2 | Salto 2       | Total  |
| Pos.              | Ginasta                 | Nota D  | Nota E  | Pen.    | Nota do salto | Nota D  | Nota E  | Pen.    | Nota do salto | Total  |
| ----------------- | ----------------------- | ------- | ------- | ------- | ------------- | ------- | ------- | ------- | ------------- | ------ |
| Medalha de ouro   | KOR Yang Hak-seon       | 7.400   | 9.066   |         | 16.466        | 7.000   | 9.600   |         | 16.600        | 16.533 |
| Medalha de prata  | RUS Denis Ablyazin      | 7.000   | 9.433   |         | 16.433        | 7.200   | 9.166   |         | 16.366        | 16.399 |
| Medalha de bronze | UKR Ihor Radivilov      | 7.000   | 9.400   |         | 16.400        | 7.000   | 9.233   |         | 16.233        | 16.316 |
| 4                 | CHI Tomás González      | 7.000   | 9.400   |         | 16.400        | 6.600   | 9.366   |         | 15.966        | 16.183 |
| 5                 | USA Samuel Mikulak      | 7.000   | 9.100   |         | 16.100        | 6.600   | 9.400   |         | 16.000        | 16.050 |
| 6                 | ESP Isaac Botella Pérez | 6.600   | 9.300   |         | 15.900        | 6.600   | 9.233   |         | 15.833        | 15.866 |
| 7                 | ROU Flavius Koczi       | 7.000   | 9.200   | 0.1     | 16.100        | 6.200   | 9.066   | 0.1     | 15.166        | 15.633 |
| 8                 | GBR Kristian Thomas     | 7.000   | 9.366   |         | 16.366        | 6.600   | 8.200   |         | 14.700        | 15.533 |